# Горный (Вольский район)
Горный —поселок в Вольском районе Саратовской области в составе Куриловского муниципального образования.

## География
Находится на расстоянии примерно 7 километров по прямой на запад от поселка Сенной.

## История
Основан в начале XVIII века.

## Население
Население составляло 89 человек в 2002 году (92% русские),  96 в 2010.